# Yauhen Nosau
Yauhen Anatolievich Nosau –en bielorruso, Яўген Анатолевіч Носаў– (Dóbrush, URSS, 4 de enero de 1983) es un deportista bielorruso que compitió en remo. Ganó dos medallas de bronce en el Campeonato Europeo de Remo, en los años 2007 y 2008.

## Palmarés internacional
| Campeonato Europeo | Campeonato Europeo | Campeonato Europeo | Campeonato Europeo |
| Año                | Lugar              | Medalla            | Prueba             |
| ------------------ | ------------------ | ------------------ | ------------------ |
| 2007               | Poznań (Polonia)   | Medalla de bronce  | Ocho con timonel   |
| 2008               | Maratón (Grecia)   | Medalla de bronce  | Cuatro sin timonel |